# Xiaomi Mi 9
Das Xiaomi Mi 9 ist ein Android-basiertes Smartphone, das vom Hersteller Xiaomi produziert und verkauft wird.
Es wurde am 20. Februar 2019 im Vorfeld der MWC vorgestellt und in China veröffentlicht. In Europa ist das Gerät seit Anfang März 2019 erhältlich. Es ist der Nachfolger des Mi 8 aus dem Jahr 2018.

## Xiaomi Mi 9

### Hardware
Das Mi 9 hat ein Glasgehäuse mit einem Aluminiumrahmen. Es ist mit einem 6,39 Zoll großen FHD+-AMOLED-Display (2340 × 1080 Pixel) ausgestattet, welches ein Seitenverhältnis von 19,5:9 besitzt. Es ist HDR-10 zertifiziert und hat eine Helligkeit von bis zu 600 Nits. Das Glas der Vorderseite ist Gorillaglas 6. Das Gerät besitzt eine Screen-to-Body-Ratio von 90,7 %. Unter dem Display befindet sich ein optischer Fingerabdrucksensor, mit welchem das Gerät entsperrt werden kann.
Die Triple-Kamera auf der Rückseite besitzt ein 48-Megapixel-Objektiv mit 0,8 μm großen Pixeln und einer ƒ/1,75-Öffnung, ein 12 Megapixel Tele-Objektiv mit einer Blende von ƒ/2,2 und ein 16 Megapixel Ultraweitwinkel-Objektiv mit einer Blende von ebenfalls ƒ/2,2. Die Fotos der Primärkamera werden dabei standardmäßig mittels Pixel-Binning auf 12 Megapixel zusammengerechnet.
Durch das Teleobjektiv wird ein bis zu zweifacher optischer Zoom ermöglicht. Es steht ein LED-Blitz zur Verfügung, Videos können in 4K mit bis zu 60 fps und in Full HD mit maximal 960 fps aufgenommen werden. Audio-Aufnahmen werden in Stereo unterstützt.
Das Objektiv auf der Vorderseite besitzt 20 Megapixel bei einer Blende von ƒ/2,0 und einer Pixeldichte von 0,9 μm.
Das Smartphone wird mit einem Snapdragon 855 Prozessor von Qualcomm ausgeliefert und ist wahlweise je nach Version mit 6, 8 oder 12 GB LPDDR4 RAM sowie 64, 128 oder 256 GB Speicher ausgestattet. Das Gerät kann mit zwei SIM-Karten im Dual-Sim-Standby-Modus betrieben werden.

### Software
Das Xiaomi Mi 9 wird mit Android 9 und MIUI 10 ausgeliefert. In der globalen (und europäischen Version) sind die Google-Dienste und der Google Assistant vorinstalliert. Die globale Version ist weiterhin als erstes Gerät von Xiaomi zum Marktstart nach DRM Widevine Level 1 zertifiziert und unterstützt damit die Wiedergabe von HD-Inhalten von Streaming-Diensten wie Netflix oder Amazon Video. Das letzte Hersteller-Update (MIUI Global) beinhaltet MIUI 12.5.1 basierend auf Android 11, letzte Android-Sicherheitsupdates datieren auf Juni 2021.

## Xiaomi Mi 9 SE
Das Xiaomi Mi 9 SE unterscheidet sich in einigen Hardwarekomponenten vom Mi 9. Das Gerät besitzt ein kleineres, 5,97 Zoll großes FHD+-AMOLED-Display (2340 × 1080 Pixel) bei einem Gewicht von 155 Gramm. Die Maße sind etwas geringer und betragen 147 × 70 × 7,45 mm. Angetrieben wird das Gerät von einem Snapdragon 712-Octa-Core-Prozessor mit bis zu 2,3 GHz. Weiterhin fällt der Akku mit einer Kapazität von 3070 mAh etwas kleiner aus.
Auch die SE-Variante besitzt eine Triple-Kamera, deren zweites und drittes Objektiv jedoch mit geringfügig weniger Megapixel aufwarten. Statt 16 und 12 Megapixel, kommen hier lediglich 13 und 8 Megapixel mit einer Blende von f/2,4 zum Einsatz. Auch entfällt die Möglichkeit, das Gerät kabellos aufzuladen.

## Xiaomi Mi 9T (Pro)
Das Xiaomi Mi 9T, auch als Redmi K20 bekannt, unterscheidet sich in einigen Hardwarekomponenten vom Mi 9 und Mi 9 SE. Es besitzt, wie das Mi 9, ein 6,4 Zoll großes FHD+-AMOLED-Display (2340 × 1080 Pixel), jedoch besitzt dieses Gerät im Gegensatz zu seinen Brüdern kein Notch, sondern erhielt eine Pop-Up-Kamera, welche bei Aktivierung der Gesichtserkennung oder beim Auswählen des Selfie-Modus aus dem Gehäuse herausfährt. Mit einem Gewicht von 191 Gramm ist dieses Gerät das Schwerste der Mi 9-Serie.
Als Prozessor wird im Mi 9T ein Snapdragon 730 verbaut, welcher über acht Kerne verfügt und mit bis zu 2,2 GHz taktet. Der Akku fällt mit einer Kapazität von 4000 mAh deutlich größer aus, als bei seinen Brüdern.
Das Mi 9T verfügt über die identischen Kameras wie das Mi 9 SE. Das Hauptobjektiv löst mit 48 Megapixel auf, während das Teleobjektiv über 8 Megapixel und das Weitwinkelobjektiv über 13 Megapixel verfügt.
Neben dem Mi 9T wurde noch eine Pro-Version des Mi 9T (auch als Redmi K20 Pro bekannt) veröffentlicht. Die wesentlichen Unterschiede sind zum einen die etwas bessere Kamera sowie mit dem Snapdragon 855 ein schnellerer Prozessor.